# Johann Baptist Prechtl
Johann Baptist Prechtl (* 13. Februar 1813 in Lauterhofen; † 20. Mai 1904 ebenda) war ein oberpfälzer Priester und Autor.

## Leben
Prechtl wurde 1813 in Lauterhofen als Sohn eines Getreidehändlers geboren. Nach dem Abschluss des Gymnasiums in Amberg reiste er zu seinem Bruder Michael nach Nagybánya in Ungarn, studierte in Pest und Klausenburg (Siebenbürgen) und wurde nach seiner Rückkehr am 12. August 1838 in Eichstätt zum Priester geweiht. Danach war er Hilfspriester in Heideck, Greding, Böhmfeld und Raitenbuch. Anfang 1841 wechselte er in die Erzdiözese München–Freising über, wurde Kaplan im Bürgersaal in München, dann Benefiziumprovisor in Pasing und danach Pfarrvikar in Massenhausen. 1844 war er Schulbenefiziat in Grainau, 1852 Pfarrer in Unterammergau und von 1858 bis 1874 Pfarrer in Reichertshausen bei Freising. Mit 61 Jahren schied er auf eigenen Wunsch aus dem Pfarrdienst aus und zog nach Freising. 
Schon zu Beginn seiner Priestertätigkeit beschäftigte sich Prechtl mit der Geschichte seines Heimatortes Lauterhofen und der von ihm betreuten Pfarreien. Für seine historische Abhandlung über das Passionsspiel in Oberammergau wurde er am 2. März 1858 von der Universität Erlangen zum Doktor der Philosophie promoviert. Am 10. Mai 1882 wurde er von König Ludwig II. zum königlich Geistlichen Rat ernannt.
Den größten Teil seiner historischen Bibliothek vermachte er dem Kloster Karlshof, wo er seine letzten Lebensjahre verbrachte und am 20. Mai 1904 starb.

## Werke
- Geschichtliche Nachrichten über Markt und Schloss Lauterhofen 1843.
- Geschichtliche Nachrichten über die Hofmark Pasing bei München.
- Chronik der ehemals bischöflich freisingischen Grafschaft Werdenfels in Oberbayern, mit ihren drei Untergerichten und Pfarreien: Garmisch, Partenkirchen und Mittenwald, Augsburg 1850.
- Das Passionsspiel zu Oberammergau. Eine geschichtliche Abhandlung. In: Oberbayerisches Archiv für vaterländische Geschichte Band 21 (1859–1861), S. 97–125; Separatabdruck München 1859 (Dissertation)
- Geschichte der vier Märkte Au, Wolnzach, Mainburg und Nandlstadt in der Hallertau, Freising 1864.
- Beiträge zur Geschichte des Marktes Siegenburg und der Schlösser Train und Ratzenhofen in Niederbayern, Thomann, 1869.
- Kurze Chronik des Marktes Wartenberg in Oberbayern. München: Wolf, 1878.
- Das Wissenswertheste vom Schlosse und der Pfarrei Bruckberg zwischen Moosburg und Landshut, Freising 1876.
- Die Freisingische Schützengesellschaft, Freising 1876.
- Das heilige Geistspital zu Freising, Freising 1876.
- Über den Biergenuss der Deutschen.
- Chronik des Schlosses  Isareck.
- Chronik der Pfarrei Inkofen.
- Beiträge zur Geschichte der Stadt Freising. (5 Beiträge), 1877
- Andachtsübungen an den goldenen Samstagen.
- Das Wissenswertheste über Langenpreising, Druck und Verlag von Franz Paul Datterer, Freising, 1886.
- Massenhausen Schloss und Pfarrei.
- Beiträge zur Geschichte der Pfarrei Fürholzen.
- Schloß, Markt und Kretinenanstalt Lauterhofen in der Oberpfalz, Freising 1888.
- Die 69 Wappen in der ehemaligen Klosterkirche zu Kastl in der Oberpfalz, Freising 1892